# Юридическая школа Университета Мерсера
Юридическая школа Университета Мерсера (англ. Mercer University School of Law, прежнее название Walter F. George School of Law или Mercer Law School) — американская частная юридическая школа, являющаяся одним из академических подразделений Университета Мерсера.

## История и деятельность
Основанное в 1873 году, это одно из старейших юридических учебных заведений США; первая юридическая школа, аккредитованная коллегией адвокатов в Джорджии, и вторая по возрасту из 12 колледжей и школ Университета Мерсера. Она расположена в Мейконе, в собственном кампусе в полутора километрах от главного университетского кампуса. Здание юридической школы — одно из самых узнаваемых мест Мейкона, представляет собой трехэтажную частичную копию Индепенденс-холла в Филадельфии. В школе обучается около 440 студентов.
Юридическая школа названа в честь выпускника университета 1901 года Уолтера Джорджа, который был сенатором США от Джорджии и временным президентом Сената США. Это имя она получила в 1947 году, в церемонии присвоения имени принимал участие Фредерик Винсон — 13-й главный судья США и 53-й министр финансов США. Созданный в этом же году фонд Уолтера Джорджа продолжает финансировать стипендии для студентов, которые проявляют интерес к карьере на государственной службе. Стипендия покрывают полное обучение в течение трех лет обучения в юридической школе, а также гранты гранты на общественные работы во время летних стажировок на первом и втором курсах обучения.

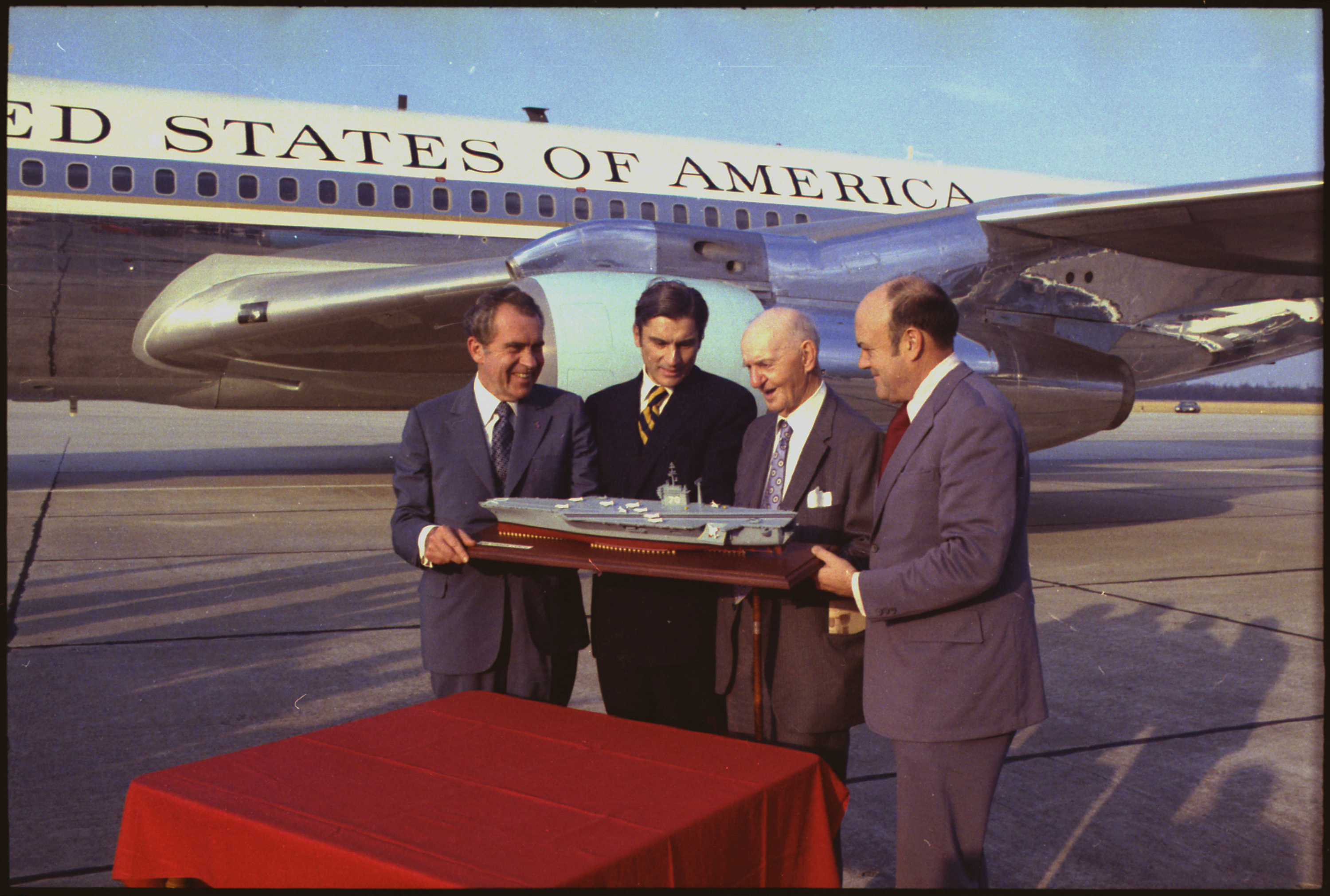
Ричард Никсон, Джон Уорнер, Мелвин Лэйрд и Карл Винсон,
18 ноября 1973

Юридическая школа отметила свое столетие в 1973 году: главное событие состоялось 18 ноября 1973 года, в числе участников празднества были Ричард Никсон, в то время Президент Соединенных Штатов, и Джимми Картер, губернатор от Джорджии и будущий президент Соединенных Штатов. Также на этом мероприятии присутствовали Министр обороны США Мелвин Лэйрд и Министр военно-морских сил США Джон Уорнер.
Юридическая школа Университета Мерсера является членом Ассоциации американских юридических школ с 1923 года и аккредитована Американской ассоциацией юристов с 1925 года. Это первая юридическая школа, получившая такую аккредитацию в штате Джорджия. В рейтинге юридических школ, согласно US News & World Report за 2013 год, школа занимает 105-е место среди 145 лучших юридических школ страны США.
Некоторые руководители (деканы) в XX веке:
- с 2004 года — Дейзи Херст Флойд[англ.]
- с 2010 года — Gary J. Simson
- с 2014 года — Дейзи Херст Флойд
- с 2017 года — Cathy Cox
- с 2021 года — Karen Sneddon

### Выпускники
Обучение в этой школе прошли многие известные юристы США.